# David Raymond Curtiss
David Raymond Curtiss (12 janvier 1878 - 29 avril 1953) est un mathématicien américain. Il est président de la Mathematical Association of America de 1935 à 1936. Il est également vice-président de l'American Mathematical Society et de l'Association américaine pour l'avancement des sciences.

## Biographie
Curtiss est né à Derby, Connecticut. Il fréquente l'Université de Californie, obtenant un baccalauréat en 1899 et une maîtrise en 1901. Il obtient un doctorat à l'Université Harvard avec Maxime Bôcher et William Fogg Osgood en 1903, qu'il complète par un stage postdoctoral à l'École Normale Supérieure en 1904.
En 1904, Curtiss enseigne à l'Université Yale pendant un an. Il est ensuite professeur à l'Université Northwestern de 1905 à 1943, dont 20 ans en tant que directeur du département de mathématiques. Curtiss est l'auteur de manuels sur la trigonométrie et la géométrie analytique avec Elton James Moulton. Il publie également la deuxième monographie mathématique de Carus, Fonctions analytiques d'une variable complexe..
Il est le frère de l'astrophysicien Ralph Hamilton Curtiss (en) et le père du pionnier de l'informatique John Hamilton Curtiss. Lui et sa femme, gravement malade, se suicident par empoisonnement au monoxyde de carbone dans le garage de leur maison à Redlands, en Californie.